# Öxeryd
Öxeryd är en tätort i Lerums kommun, Västra Götalands län.

## Befolkningsutveckling
| Befolkningsutvecklingen i Öxeryd 1995–2020 | Befolkningsutvecklingen i Öxeryd 1995–2020 | Befolkningsutvecklingen i Öxeryd 1995–2020 | Befolkningsutvecklingen i Öxeryd 1995–2020 | Befolkningsutvecklingen i Öxeryd 1995–2020 |
| ------------------------------------------ | ------------------------------------------ | ------------------------------------------ | ------------------------------------------ | ------------------------------------------ |
|                                            |                                            |                                            |                                            |                                            |
| År                                         |                                            |                                            | Folkmängd                                  | Areal (ha)                                 |
| 1990                                       | 1990                                       |                                            | 275                                        | 93#                                        |
| 1995                                       | 1995                                       |                                            | 362                                        | 86                                         |
| 2000                                       | 2000                                       |                                            | 386                                        | 87                                         |
| 2005                                       | 2005                                       |                                            | 456                                        | 88                                         |
| 2010                                       | 2010                                       |                                            | 491                                        | 87                                         |
| 2015                                       | 2015                                       |                                            | 544                                        | 110                                        |
| 2020                                       | 2020                                       |                                            | 636                                        | 111                                        |
| Anm.: Ny tätort 1995 # Som småort.         |                                            |                                            |                                            |                                            |